# Бромид лития
Бромид лития — химическое соединение лития и брома, формула — LiBr.
Получают смешением карбоната лития и бромоводородной кислоты. В отличие от других бромидов щелочных металлов, образует несколько кристаллогидратов. Безводная соль образует кубические кристаллы, сходные с поваренной солью. Для обезвоживания применяется нагревание до 90 °C в вакууме.
За счёт высокой гигроскопичности используется как осушитель в современных кондиционерах, а также в абсорбционно-бромистолитиевых холодильных машинах (АБХМ) как абсорбент. Реагент в органическом синтезе, например, обратимо образует аддукты с некоторыми фармацевтическими препаратами.
В медицине в начале XX века использовался как успокоительное, но в 1940-х годах выведен из практики в связи со смертями нескольких пациентов с больным сердцем. Наряду с карбонатом лития и хлоридом лития применялся также для лечения биполярного аффективного расстройства. Как и все препараты лития обладает психоактивным действием.